# Orthocladius consmilis
Orthocladius consmilis är en tvåvingeart som först beskrevs av Maurice Emile Marie Goetghebuer och Lenz 1950.  Orthocladius consmilis ingår i släktet Orthocladius och familjen fjädermyggor.
Artens utbredningsområde är Österrike. Inga underarter finns listade i Catalogue of Life.